# کریستیان لئوپولد فن بوخ
کریستیان لئوپولد فن بوخ (انگلیسی: Christian Leopold von Buch؛ ۲۶ آوریل ۱۷۷۴ – ۴ مارس ۱۸۵۳) یک دانشمند در زمینه زمین‌شناسی اهل آلمان بود.